# Friday Night
A Friday Night a nyugatnémet Arabesque együttes első nagylemeze, amely 1978-ban jelent meg. Kiadó: az EMI Electrola. Ez az egyetlen Arabesque-album, amelyen a trió az eredeti felállásban hallható: Michaela, Mary Ann és Karen Ann. A felvételi munkálatok a frankfurti Europasound Studiosban zajlottak, 1978 októberében.

## A dalok

### A oldal
1. Hello Mr. Monkey (Ben Juris – Benny Lux) 3.28
2. Fly High, Little Butterfly (Jean Frankfurter – John Moering) 3.27
3. Someone Is Waiting For You (Jean Frankfurter – John Moering) 4.04
4. The Man With The Gun (Jean Frankfurter – John Moering) 3.00
5. Six Times A Day (Jean Frankfurter – John Moering) 3.11
6. Buggy Boy (Ben Juris – Benny Lux) 2.57

### B oldal
1. Friday Night (Jean Frankfurter – John Moering) 4.15
2. Catch Me Tiger (Jean Frankfurter) 4.53
3. Give It Up (Jean Frankfurter – John Moering) 3.56
4. Love Is Just A Game (Jean Frankfurter – John Moering) 4.31

## Közreműködők
- Felvételvezető: Jean Frankfurter
- Hangmérnök: Fred Schreier, Michael Bestmann
- Keverés: Fred Schreier
- Producer: Wolfgang Mewes
- Borítóterv: Werbegruppe, Kochlowski
- Borítófotó: EMI

## Legnagyobb slágerek
- Hello Mr. Monkey

Japán: 1978-ban 42 hétig. Legmagasabb pozíció: 1. hely
- Fly High, Little Butterfly

Japán: 1979-ben 13 hétig. Legmagasabb pozíció: 3. hely
- Someone Is Waiting For You
- The Man With The Gun
- Six Times A Day
- Friday Night

Japán: 1978-ban 23 hétig. Legmagasabb pozíció: 1. hely

## Külső hivatkozások
- Dalszöveg: Hello Mr. Monkey
- Dalszöveg: Fly High Little Butterfly
- Dalszöveg: Someone Is Waiting For You
- Dalszöveg: The Man With The Gun
- Dalszöveg: Six Times A Day
- Dalszöveg: Friday Night
- Dalszöveg: Give It Up
- Dalszöveg: Love Is Just A Game
- Videó: Friday Night